# Litauische Sekundarschule Riga
Die  Litauische Sekundarschule Riga (lettisch Rīgas Lietuviešu vidusskula) ist eine allgemeinbildende Schule in der lettischen Hauptstadt Riga. Die Schule arbeitet als eine Schule für nationale Minderheiten nach Bildungsplänen, die vom lettischen Ministerium für Bildung und Wissenschaft genehmigt wurden. Hier werden die litauische Sprache und Ethnokultur gelehrt, außerdem gibt es Theater- und Tanzgruppen, Clubs.
Die Schule wird vom Gründer, dem Bezirk Latgale der Stadt Riga, unterhalten. Eine teilweise finanzielle Unterstützung und Ausrüstung wird vom Ministerium für Bildung und Wissenschaft der Republik Litauen bereitgestellt.

## Geschichte
Am 1. September 1991 wurde eine litauische Klasse in der  85. Sekundarschule Riga eröffnet. Hier lernten  neun Schüler. Sie wurden von einer Lehrerin aus Litauen, Edita Murauskaitė, unterrichtet.
Da die Zahl der Schüler dieser Sekundarschule wuchs, 1995 die litauische Hauptschule Riga wurde auf Beschluss der Rigaer Duma gegründet.
im Jahr 2000 Der Schule wurde der Status einer weiterführenden Sekundarschule verliehen und ihr wurden die Räumlichkeiten des ehemaligen Kindergartens in der Prūšų-Straße zugewiesen. Im Laufe der Jahre wurde das Gebäude renoviert und erweitert. 2010 baute man ein Fitnessstudio und einen Wintergarten. Im nahegelegenen Gebäude wurde ein außerschulisches Bildungszentrum eröffnet.
2003 gab es den ersten Abiturientenjahrgang. Im Schuljahr 2011/2012 hatte die Schule 368 Schüler und 36 Lehrer. 2015 lernten 400 Schüler, darunter nicht nur Litauer, aber auch die Letten.